# 커피 생산

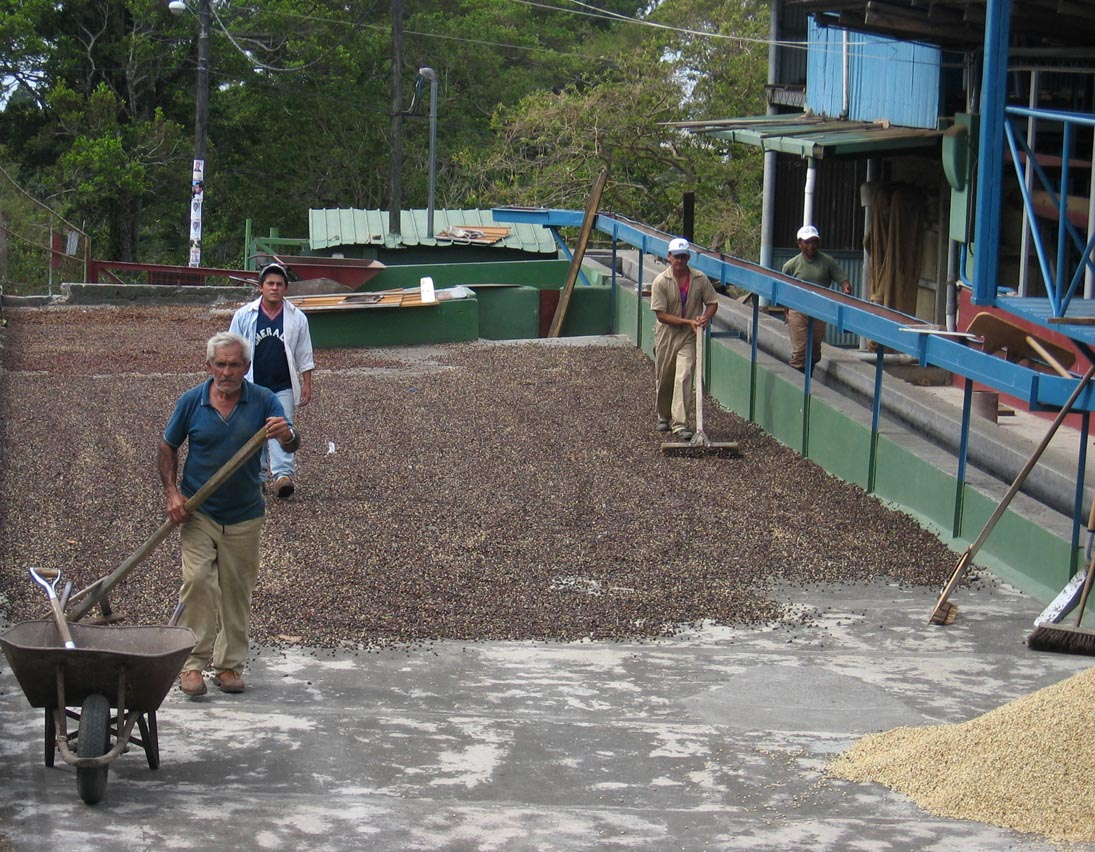
파나마 보케테의 전통 커피 건조

커피 생산(Coffee production)은 커피나무의 생과일을 커피콩으로 가공하는 산업 공정이다. 커피 체리에서 과육이나 과육을 제거하고 씨앗이나 콩만 남겨 건조한다. 모든 생두는 가공되지만, 가공 방식은 다양하며 로스팅 및 추출된 커피의 풍미에 상당한 영향을 미칠 수 있다. 커피 생산은 1,250만 가구의 주요 수입원이며, 대부분 개발도상국에서 이뤄진다.

## 보관

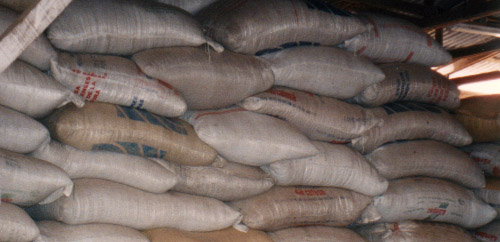
백에 담겨 보관 중인 생두

생두는 일반적으로 황마포 백이나 폴리백에 담겨 운반된다. 생두는 수년간 보관이 가능하지만, 보관 방법에 따라 품질이 저하될 수 있다. 황마 백은 매우 다공성이 높아 주변의 모든 요소에 커피가 노출될 수 있다. 제대로 보관하지 않은 커피는 "배기니스(bagginess)"라고 하는 삼베 같은 맛이 나거나, 좋은 품질이 사라질 수 있다.
최근 몇 년 동안 스페셜티 커피 시장에서는 향상된 보관 방법을 활용하기 시작했다. 황마 백에 가스 차단 라이너를 덧대어 생두의 품질을 보존하는 경우도 있다. 드물지만 진공 포장에 보관하는 경우도 있다. 진공 포장은 생두가 대기 중 수분과 산소와 상호 작용하는 능력을 더욱 감소시키지만, 보관 비용이 훨씬 더 많이 든다.